# Kuczka Péter (író)
Kuczka Péter (Székesfehérvár, 1923. március 1. – Budapest, 1999. december 3.) Kossuth-díjas magyar író, költő, műfordító, tudományos-fantasztikus irodalmár, szerkesztő. A Digitális Irodalmi Akadémia alapító tagja.

## Élete
A József Nádor Műszaki és Gazdaságtudományi Egyetem tanárképzőjét végezte el 1945-ben, majd számos munkahelyen dolgozott tisztviselőként, könyvelőként. A második világháború után kezdett el írni, az 1940-es évek közepétől a magyar irodalom és kultúra jelentős alakjává vált. 1947-ben az Emberség című irodalmi és kritikai folyóiratban jelentek meg versei. Első verseskötete 1949-ben jelent meg, amelyért a Baumgarten alapítványtól a „kisdíjban”, hivatalos elnevezéssel Baumgarten-jutalomban részesült a következő művészekkel együtt: Baumgarten-díj évdíjasok: Ignotus, Képes Géza, Szabó Pál, Trencsényi-Waldapfel Imre, Baumgarten-díj jutalmazottak: Benjámin László, Karinthy Ferenc, Kuczka Péter, Lakatos István, Nagy Sándor, Szigeti József.
Kuczka Péter költészetét harcos, közvetlenül, nyersen – nemegyszer prózaian fogalmazó – agitatív költészetnek tartja az irodalomörténet.
Verseimre elutasító bírálatokat kaptam. Elismerték ugyan, hogy „az elsők között ábrázoltam a felszabadult nép életét”, elismerték „harcos” magatartásomat, de az írókongresszuson már a sematizmus egyik fő képviselőjének tekintettek, Majakovszkij utánzójának, az előadói iroda vitájában, amelyet megzavarodva, szótlanul ültem végig, s ezt megelőzően a „klikkharcok” résztvevőjének. Nyerseségemmel, fölényességemmel s talán szerénytelenségemmel sok íróban keltettem ellenérzést, „beavatottságomat”, az Írószövetségben szinte gyerekfejjel kapott feladatomat s ezzel „hatalmamat” sokan nézték rossz szemmel.
Közben én kommunistának hittem, éreztem s egyre inkább tudtam magamat, a párt írója kívántam lenni, szolgálva a kitűzött célokat. Nem kételkedtem abban, hogy a marxizmus-leninizmus teljes elsajátításával és átélésével eljuthatunk az irodalom csúcsának tartott szocialista realizmushoz. Hittem eredményeinkben, sikereinkben, hiszen dolgoztam értük, és tapintottam őket. Elfogadtam, mert szükségesnek tartottam az ütemes tapsokat, Sztálin és Rákosi dicsőítését, elhittem az osztályharc kiéleződését, a Rajk-pert. A leegyszerűsített s ezzel érthetőbbé, áttekinthetőbbé vált világot fogadtam el, a valóság bonyolultsága nyilván riasztott, az emberiség történelmét amolyan „hosszú menetelés”-nek láttam célja, a kommunizmus felé. Kétségeimet elfojtottam, korábbi nézeteimet, véleményeimet, ismereteimet vagy elvetettem, vagy beillesztettem új világképembe.
1947 és 1956 között különböző tisztségeket viselt a szakszervezetben, az MDP kultúrpolitikai osztályának munkatársa és a Magyar Írószövetség szervezőtitkára volt. 1948-ban a Magvető és a Szabad Ifjúság című ifjúsági lapokban, a munkás- és parasztifjúság hetilapjaiban jelentek meg propagandisztikus képregényei.
Fokozatosan fordult el a sztálinizmustól. A Nyírségi Napló című művében az északkelet-magyarországi szegényparasztok nyomorúságát és a rendszer gyűlöletét írta meg. 1955-től egy új irodalmi folyóirat, az Életképek főszerkesztője lett, az első megjelenést azonban az 1956-os események megakadályozták. A forradalomban való részvétele (több politikai szervezet létrehozásában, illetve tüntetések megszervezésében vett részt) miatt 1964-ig eltiltották a publikálás lehetőségétől. 1956 után ezért nem jelenhettek meg művei, 1964-ig indexen volt. 1958-tól a Képcsarnok Vállalat, 1968-tól az Országos Idegenforgalmi Tanács volt munkahelye. 1976-tól a Móra Ferenc Könyvkiadó szerkesztője volt. Ekkor fordult érdeklődése a film, a tudományos-fantasztikus irodalom, a jövőkutatás és a futurológia felé.

## Tudományos-fantasztikus irodalmi tevékenysége
1967-től a modern fantasztikus irodalom hazai terjesztője és lelkes művelője volt. Ebben az évben az Új Írás szeptemberi száma az ő válogatásában jelenhetett meg. 1969-től a Kozmosz Fantasztikus Könyvek szerkesztője volt, létrehozva és biztosítva egy folyamatosan magas színvonalú sci-fi regénykiadási sorozatot. Később a rövid életű Kossuth Fantasztikus sorozatot is szerkesztette. A sci-fi politikától távol eső menedéket jelentette számára. Politikai kapcsolatai ugyanakkor megmaradtak, ezért tekintélyét érvényesíthette magának a Móra Könyvkiadón keresztül. Így születtek meg a Kozmosz Fantasztikus Könyvek meg a Galaktika című folyóirat, amely színvonalas válogatást nyújtott a nemzetközi sci-fi irodalomból.

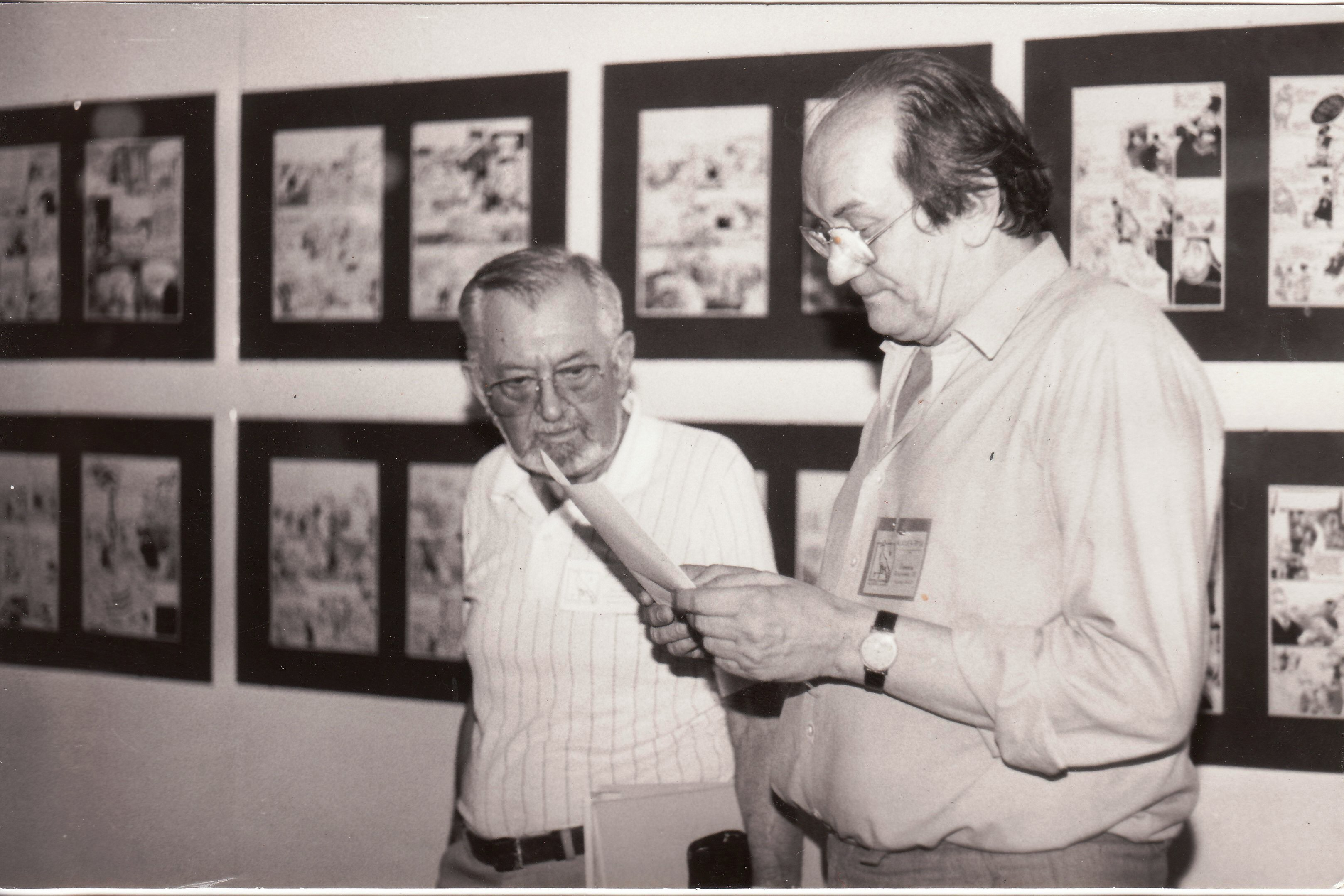
Zórád Ernő és Kuczka Péter

Ő volt a Galaktika című tudományos-fantasztikus antológia alapítója és szerkesztője is (1972–1995), melynek volt olyan időszaka, amikor a példányszám világviszonylatban is élvonalbelinek számított, és hatalmas segítséget nyújtott a magyar tudományos-fantasztikus irodalom hazai terjesztésében, fejlődésében.
A legegyszerűbb azt mondanunk, hogy a sci-fi olyan mű, amelyben űrhajók, robotok, marslakók, gülüszemű szörnyek és távoli bolygók szerepelnek. Ez a körülírás kielégítheti azokat, akik nem olvasnak sci-fit. Azoknak viszont, akik ismerik és olvassák[,] nem kell sokat magyaráznunk, ők úgy is tudják, miről van szó. Ezzel a definiálás lidércnyomásától sikeresen megszabadultunk.
Szerkesztői alapelve volt, hogy a tudományos-fantasztikus műfajt komoly irodalmi vonulatnak tekintette. Ebből adódóan elvetette a tömegtermeléssel írt „ponyva sci-fi”-t és igyekezett a sci-fi humanista, filozofikus irányzatát bemutatni a magyar olvasóknak.
Nem tekintette a tudományos-fantasztikus irodalmat angolszász nemzeti sajátosságnak; szerkesztésében különféle nációjú írók művei rendre megtalálhatók. Ennek eredményeképp az általa bemutatott tudományos-fantasztikus irodalom rendkívül változatos, mind tartalmi, mind stilisztikai szempontból.
Szerkesztői munkássága csúcsának tekinthető, hogy Jorge Luis Borges műveit elsőként a Kozmosz Fantasztikus Könyvekből ismerhette meg a magyar olvasóközönség.
Kuczka Péter az Írószövetség keretein belül SF-szakosztályt is indított. A kommunizmusban pedig, amikor vaskézzel cenzúráztak, az SF-irodalom keretei között időnként átcsúszhatott a kritikus mondanivaló, mert a távoli időkbe, távoli bolygókra helyezett cselekmény nem tűnt olyan reálisnak, mint ha akkor és ott, Magyarországon játszódott volna.

## Kritika
A rendszerváltás után néhány cikkben újból felszínre került Kuczka Péter propagandatevékenysége a Rákosi-korszakban, különös tekintettel a szerepre, amelyet Révai József fő bizalmasaként töltött be a kultúrairányítás gépezetében. Kuczka Péter olyannyira Révai József legfőbb bizalmasi köréhez tartozott, hogy 1949-ben Révai a már odaítélt Baumgarten-díj átadását megtiltotta Szabó Magdának, és helyette Kuczka Péter kapta a díjat. Kuczka Péter sematizmusa a kortárs költőket is megdöbbentette: Benjámin László meglepő bátorsággal állt ki a típusversei ellen, mondván, hogy a recept túl könnyű: haza, párt, béke, terv és készen van a típusvers; Kuczka Péter a gyártója ezeknek – tette hozzá.
Később számos ma már sikeres író kritikával fogalmazta meg vele kapcsolatban, hogy szigorú szerkesztési elvei miatt nem kapták meg anno a bemutatkozási lehetőséget, az akkor még Kuczka által egyeduralt kiadványokban és műfajágazatban. Érdekes párhuzam, hogy az amerikai sci-fi magazin, az Analog havilap egyszemélyes domináns döntéshozója John W. Campbell, Jr. is konfliktusba került az 1950-es években a szakmabeliekkel. Kuczka többször akadályozta meg az olyan témák megjelenését, amelyeket nem tartott érdekesnek vagy nem kedvelt, például Gene Roddenberry amerikai futurológus Star Trek című művét sem közölhették a Galaktikában.

## Művei
- Kuczka Péter: Hosszú sor közepén. Versek, Révai, Budapest, 1949.[16]
- Kuczka Péter: Testamentum, Hungária Könyvkiadó, Budapest, 1949.
- Kuczka Péter: Diadalmas zászló; versek Koreáról, Révai könyvkiadó nemzeti vállalat, Budapest, 1950.
- Kuczka Péter: Az élet szép, Révai könyvkiadó nemzeti vállalat, Budapest, 1950.
- Kuczka Péter: Mindenkinek! Mindenkinek! Versfüzér a Magyar Tanácsköztársaságról, Szépirodalmi Könyvkiadó, Budapest, 1953.
- Kuczka Péter: Jónapot, Szépirodalmi Könyvkiadó, Budapest, 1955.
- Kuczka Péter - Harsányi Kálmán - Bóka László - Illyés Gyula: A vörös lobogó alatt, Magyar Munkásmozgalmi Intézet-Ifjúsági Könyvkiadó, Budapest, 1955.[17]
- Kuczka Péter: Út a folyóhoz, Hét Krajcár, Budapest, 1994, ISBN 9638250054
- Kuczka Péter - Száraz M. György - Ágoston Gábor - Dr. Borsodi Csaba - Pávai Patak Márta: Pannon Enciklopédia - A magyarság története, Dunakanyar 2000 Könyvkiadó Kft., 1994, ISBN 9638297271
- Kuczka Péter: A seregek ura, Hét Krajcár, Budapest, 1998, ISBN 9638250429
- Kuczka Péter: Határvidék. A science fictiontól a barkochbáig; Hét Krajcár, Bp., 1998 ISBN 9638250267
- Az utolsó kenet; Hét Krajcár, Bp., 1998
- Haláltánc. Versek. 1996. július – 1997. szeptember; Hevesi Gyula Alapítvány, Bp., 1998
- Kuczka Péter: Éveken át. A szerző válogatása életművéből, Trikolor kiadó, Budapest, 1999, ISBN 9638570695
- A torony. A végtelen számú lehetőségből az egyik megvalósítható változat, 1960–1962; Hét Krajcár, Bp., 1999
- Kuczka Péter titkolt szerelmei; szerk. Szepes Erika; Bíbor, Miskolc, 2000

## Díjai
- 1949 – Baumgarten-díj jutalmazottja
- 1950 – József Attila-díj
- 1954 – Kossuth-díj
- 1998 – A Magyar Köztársasági Érdemrend tisztikeresztje